# Aglia japonica
Aglia japonica — вид павлиноглазок.

## Замечания по систематике
Первоначально таксон был описан, как вариация Aglia tau. Впервые в ранге вида таксон был рассмотрен Inoue (1958). Однако, не все энтомологи сразу поддержали повышение ранга до видового.

## Описание
Размах крыльев самцов 70-72 мм; самок 75-85 мм. Тело вальковатое, густо опушенное. Крылья однотонные с тёмной краевой каймой. Основной фон крыльев самцов — ярко-рыжий, самок — бледно-серо-коричневый. Каждое крыло несет крупное дискоидное «глазчатое» пятно. Глазчатые пятна на передних крыльях чёрные, центрированы белым штрихом, непрозрачные. Глазчатые пятна на обеих парах крыльях овальной формы, на задних крыльях заметно крупнее, чем на передних. Анальный угол задних крыльев округлый, без хвостиков. На переднем крыле жилка М2 соединяется c R5+М1 поперечной жилкой, при этом отходит примерно от середины наружного края дискальной ячейки. Усики у самца перистые, у самки — пильчатые. Ротовые органы редуцированные: хоботок недоразвит или отсутствует; губные щупики хорошо развитые.
От Aglia tau отличается рядом характерных морфологических признаков. Самцы Aglia japonica характеризуются более интенсивной и яркой оранжевой окраской крыльев, частично с напылением белыми чешуйками в базальной и верхушечной области как передних, так и задних крыльев. Почти всегда средняя перевязь на переднем крыле Aglia japonica видима как тёмная тень. «Глазчатое» пятно на задних крыльях всегда намного больше, чем на передних (у A. tau оба «глазчатых» пятна часто практически не различаются по размеру).

## Биология
Населяет разреженные смешанные и мелколиственные леса. Развивается в одном поколении за год. Время лёта: начало мая — июнь. Бабочки не питаются. Сумеречные и ночные бабочки. Самцы более активны чем самки, у некоторых видов летают днем. Самки малоактивны, большую часть жизни проводят сидя на растениях. Самцы активны в поисках самок, отыскивают их с помощью феромонов. Гусеницы развиваются на различных широколиственных деревьях.

## Ареал
Южный Сахалин, Юг Курильских островов (Кунашир), Япония (Хоккайдо, Хонсю, Кюсю и Сикоку).